# Mongoloraphidia rhodophila
Mongoloraphidia rhodophila är en halssländeart som beskrevs av H. Aspöck et al. 1997. Mongoloraphidia rhodophila ingår i släktet Mongoloraphidia och familjen ormhalssländor. Inga underarter finns listade i Catalogue of Life.